# Scomposizione dei polinomi
In matematica, l'espressione scomposizione di un polinomio in fattori, anche chiamata fattorizzazione di un polinomio, significa esprimere un dato polinomio come prodotto di due o più fattori polinomiali di grado inferiore. Ci sono alcuni polinomi che non possono essere espressi come il prodotto di polinomi di grado inferiore e sono detti polinomi irriducibili. La scomposizione dei polinomi è utile nelle operazioni con le frazioni algebriche.

## Metodi di scomposizione

### Raccoglimento a fattore comune
Significa mettere in evidenza dei numeri, delle lettere o entrambi che dividano tutti o alcuni degli elementi del polinomio. Se il fattore evidenziato divide tutti gli elementi si avrà un raccoglimento totale, se invece il fattore è comune solo ad alcuni, il raccoglimento sarà parziale.
Un esempio di raccoglimento totale è:
{\displaystyle AB+AC+AD=A(B+C+D).}
In caso in cui ci siano numeri si calcola il massimo comune divisore. Per esempio:
{\displaystyle 3AB+9AC=3A(B+3C).}
Un esempio di raccoglimento parziale può essere:
{\displaystyle AB+AC+B^{2}+BC=A(B+C)+B(B+C).}
In questo caso, il risultato ottenuto presenta anch'esso un fattore comune (il binomio {\displaystyle B+C}), e quindi si può procedere a un'ulteriore scomposizione dell'espressione ottenuta:
{\displaystyle A(B+C)+B(B+C)=(B+C)(A+B).}

### Prodotti notevoli
Alcuni polinomi sono il risultato di particolari moltiplicazioni o di elevamenti a potenza di binomi o altri polinomi (prodotti notevoli). Conoscendo in anticipo questi prodotti, è possibile, applicando a ritroso i passaggi, risalire con facilità ai fattori che li compongono.
Alcuni esempi di prodotti notevoli possono essere:
{\displaystyle x^{2}-y^{2}=(x+y)(x-y)}
{\displaystyle x^{2}+2xy+y^{2}=(x+y)^{2}.}
Da notare attentamente la differenza di segni, in quanto le due espressioni non sono identiche bensì differiscono per il segno comportando una forma scomposta non identica.

### Trinomi particolari di secondo grado
I trinomi di secondo grado si dicono particolari (o caratteristici) quando sono espressi nella forma:
{\displaystyle x^{2}+sx+p}
nel quale:
- il coefficiente di {\displaystyle x^{2}} è {\displaystyle 1};
- {\displaystyle s} e {\displaystyle p} sono due numeri reali che esprimono rispettivamente la somma e il prodotto delle due radici {\displaystyle x_{1}} e {\displaystyle x_{2}} del trinomio.

Una volta trovati (se esistono) i due numeri {\displaystyle x_{1}} e {\displaystyle x_{2}} tali che {\displaystyle x_{1}+x_{2}=s} e {\displaystyle x_{1}\cdot x_{2}=p}, il trinomio è scomponibile nella forma:
{\displaystyle x^{2}+sx+p=(x+x_{1})(x+x_{2})}
Ad esempio:
{\displaystyle x^{2}+5x-6}
{\displaystyle s=5=6-1}
{\displaystyle p=-6=6\cdot (-1).}
È quindi possibile scomporre il trinomio di secondo grado in questo modo:
{\displaystyle x^{2}+5x-6=(x-1)(x+6).}
In generale si avrà che:
{\displaystyle x^{2}+(a+b)x+ab=(x+a)(x+b).}

### Trinomi notevoli
I trinomi di secondo grado sono del tipo:
{\displaystyle ax^{2}+bx+c,} {\displaystyle \;\;\;\;(a,b,c\in \mathbb {R} ,a\neq 0)}
Se il discriminante del trinomio è positivo o nullo ({\displaystyle \Delta \geq 0}), allora il trinomio può essere scomposto come:
{\displaystyle ax^{2}+bx+c=a(x-x_{1})(x-x_{2}),}
dove {\displaystyle x_{1}} e {\displaystyle x_{2}} sono le soluzioni dell'equazione di secondo grado:
{\displaystyle ax^{2}+bx+c=0.}

### Regola di Ruffini
Dato un generico polinomio {\displaystyle P(x)}, ad esempio {\displaystyle P(x)=x^{3}+2x^{2}-x-2}, se si riesce a trovare un numero {\displaystyle a} tale che {\displaystyle P(a)=0}, allora il polinomio {\displaystyle P(x)} è divisibile per il binomio di primo grado {\displaystyle (x-a)}, quindi applicando la regola della divisione secondo il teorema del resto si ottiene il polinomio quoziente {\displaystyle Q(X),} il polinomio iniziale {\displaystyle P(x)} può quindi essere scomposto come:
{\displaystyle P(x)=(x-a)Q(x),}
nel caso in cui si possano ottenere tanti numeri {\displaystyle (a,b,c)} che annullino il polinomio quanto è il grado del polinomio dato, si avrà:
{\displaystyle \,P(x)=(x-a)(x-b)(x-c),}
Nel polinomio in esempio {\displaystyle P(x)=x^{3}+2x^{2}-x-2} si considerino i numeri ottenuti come rapporto tra i divisori del termine noto ed i divisori del coefficiente del termine di grado massimo (per il teorema delle radici razionali), nel nostro caso i numeri {\displaystyle +1,-1,+2,-2,} si trova che {\displaystyle P(1)=0}, {\displaystyle P(-1)=0} e {\displaystyle P(-2)=0}, quindi si potrà scrivere:
{\displaystyle x^{3}+2x^{2}-x-2=(x-1)(x+1)(x+2).}
Anche se è {\displaystyle -2} a rendere nullo il polinomio, si ricordi che nell'espressione generale il termine {\displaystyle a} compare in {\displaystyle (x-a)} anteposto da un segno meno, e quindi comporta il cambio di segno di quest'ultimo.
Di seguito un altro esempio: si consideri il polinomio {\displaystyle P(x)=x^{3}-2x^{2}+4x-3}; per questo polinomio sarà {\displaystyle P(1)=0}. Dato che non è possibile trovare altri numeri per i quali si annulla il polinomio, si dovrà procedere con la divisione mediante la regola di Ruffini; quindi sarà:
{\displaystyle Q(x)=x^{2}-x+3}
allora il polinomio si potrà così scomporre:
{\displaystyle x^{3}-2x^{2}+4x-3=(x-1)(x^{2}-x+3).}

### Riassunto delle scomposizioni riconducibili a prodotti notevoli
Ecco uno schema riassuntivo di tutte le scomposizioni riconducibili a prodotti notevoli:
{\displaystyle a^{2}-b^{2}=(a-b)(a+b);}
{\displaystyle a^{2}+2ab+b^{2}=(a+b)^{2};}
{\displaystyle a^{2}-2ab+b^{2}=(a-b)^{2};}
{\displaystyle a^{2}+b^{2}+c^{2}-2ab+2ac-2bc=(a-b+c)^{2};}
{\displaystyle a^{2}+b^{2}+c^{2}+2ab+2ac+2bc=(a+b+c)^{2};}
{\displaystyle a^{3}+3a^{2}b+3ab^{2}+b^{3}=(a+b)^{3};}
{\displaystyle a^{3}-3a^{2}b+3ab^{2}-b^{3}=(a-b)^{3}.}
{\displaystyle a^{3}-b^{3}=(a-b)(a^{2}+ab+b^{2})}
{\displaystyle a^{3}+b^{3}=(a+b)(a^{2}-ab+b^{2})}

### Caso particolare di polinomio con n multiplo di 4
Sia {\displaystyle (x^{n}+t)} con {\displaystyle n,t\in N} tali che {\displaystyle n}  multiplo di 4 e {\displaystyle {\sqrt {2\cdot {\sqrt {t}}}}\in N} allora risulta la seguente uguaglianza:
{\displaystyle (x^{n}+t)=(x^{n/2}+x^{n/4}\cdot {\sqrt {2\cdot {\sqrt {t}}}}+{\sqrt {t}})\cdot (x^{n/2}-x^{n/4}\cdot {\sqrt {2\cdot {\sqrt {t}}}}+{\sqrt {t}})}
Esempio:
{\displaystyle (x^{4}+4)=(x^{2}+2x+2)\cdot (x^{2}-2x+2)}